# Чемпионат мира по футболу 2026 (отборочный турнир, УЕФА, группа C)
Жеребьёвка отборочного турнира европейской квалификации чемпионата мира 2026 прошла в Цюрихе 13 декабря 2024 года. В группу C попали сборные следующих стран: Дания, Греция, Шотландия и Беларусь.
Матчи в группе C пройдут с 5 сентября по 18 ноября 2025 года.
Сборная, занявшая первое место, выходит в финальную часть чемпионата мира напрямую. Сборная, занявшая второе место, принимает участие в стыковых матчах за право выхода в финальную часть турнира.

## Таблица
| Поз | Команда   | И | В | Н | П | МЗ | МП | РМ | О | Квалификация                        |       | Дания  | Греция | Шотландия | Беларусь |
| --- | --------- | - | - | - | - | -- | -- | -- | - | ----------------------------------- | ----- | ------ | ------ | --------- | -------- |
| 1   | Дания     | 0 | 0 | 0 | 0 | 0  | 0  | 0  | 0 | Квалификация на чемпионат мира 2026 |       | —      | 12 окт | 5 сен     | 15 ноя   |
| 2   | Греция    | 0 | 0 | 0 | 0 | 0  | 0  | 0  | 0 | Выход в раунд плей-офф              |       | 8 сен  | —      | 15 ноя    | 5 сен    |
| 3   | Шотландия | 0 | 0 | 0 | 0 | 0  | 0  | 0  | 0 |                                     |       | 18 ноя | 9 окт  | —         | 12 окт   |
| 4   | Беларусь  | 0 | 0 | 0 | 0 | 0  | 0  | 0  | 0 |                                     | 9 окт | 18 ноя | 8 сен  | —         |          |

## Матчи
Расписание матчей было опубликовано УЕФА после жеребьёвки 13 декабря 2024 года в Цюрихе. Время начала матчей указано центральноевропейское (CET)/центральноевропейское летнее (CEST) (местное время, если оно отличается, указано в скобках).
| Греция | –:–     | Беларусь |
| ------ | ------- | -------- |
|        | (отчёт) |          |

| Дания | –:–     | Шотландия |
| ----- | ------- | --------- |
|       | (отчёт) |           |

| Беларусь | –:–     | Шотландия |
| -------- | ------- | --------- |
|          | (отчёт) |           |

| Греция | –:–     | Дания |
| ------ | ------- | ----- |
|        | (отчёт) |       |

| Беларусь | –:–     | Дания |
| -------- | ------- | ----- |
|          | (отчёт) |       |

| Шотландия | –:–     | Греция |
| --------- | ------- | ------ |
|           | (отчёт) |        |

| Шотландия | –:–     | Беларусь |
| --------- | ------- | -------- |
|           | (отчёт) |          |

| Дания | –:–     | Греция |
| ----- | ------- | ------ |
|       | (отчёт) |        |

| Греция | –:–     | Шотландия |
| ------ | ------- | --------- |
|        | (отчёт) |           |

| Дания | –:–     | Беларусь |
| ----- | ------- | -------- |
|       | (отчёт) |          |

| Беларусь | –:–     | Греция |
| -------- | ------- | ------ |
|          | (отчёт) |        |

| Шотландия | –:–     | Дания |
| --------- | ------- | ----- |
|           | (отчёт) |       |

## Дисквалификации
Игрок получает дисквалификацию на 1 матч за следующие нарушения:
- Красная карточка (отстранение за красную карточку может быть продлено за грубые нарушения).
- 2 жёлтые карточки в 2 разных матчах (дисквалификация за жёлтую карточку может перенестись на стыковые матчи, но не на основной турнир или любые другие международные матчи).

## Комментарии
1. ↑  CEST (UTC+2) до 26 октября 2025 года, CET (UTC+1) после 26 октября 2025 года.